# Torralba de Ribota
Torralba de Ribota – gmina w Hiszpanii, w prowincji Saragossa, w Aragonii, o powierzchni 32,53 km². W 2011 roku gmina liczyła 205 mieszkańców.